# 서밋 (프로게이머)
서밋(본명: 박우태, 1998년 12월 8일 ~ )는 대한민국의 리그 오브 레전드 프로게이머로 아이디는 Summit이다. 포지션은 탑이다. 현재 팀 리퀴드 소속이다.

## 선수 생활
2017년 11월 20일, 아프리카 프릭스에 입단하면서 프로 커리어를 시작했다. 2018시즌에서는 기인의 서브 선수로 활동했다.
2019시즌을 앞두고 샌드박스 게이밍에 입단했다. 2019 스프링 시즌 팀의 주전 탑 라이너로 활동하면서 팀의 포스트시즌 진출에 기여했다. 서머 시즌에서도 괜찮은 모습을 보여주었다.
2020 스프링 시즌 초반에서는 팀의 주전으로 출전했으나 점차 론리에게 주전 자리를 내주었다. 하지만 팀은 계속해져 부진에 빠졌으며 스프링 시즌 막판 다시 주전으로 복귀했다. 팀은 승강전에 내려갔으며 서밋은 승강전에서 팀의 잔류에 기여했다. 서머 시즌에서도 팀의 주전으로 활동했다. 하지만 서머 시즌에서는 좋지 않은 모습을 보여주었다.
2021 스프링 시즌에서는 더 발전된 모습을 보여주면서 주전 탑 라이너로 활동했다. 서머 시즌에서도 좋은 모습을 보이며 팀의 포스트시즌 진출에 기여했다. 2021시즌 종료 후 팀에서 퇴단했다.
2022시즌을 앞두고 클라우드 나인에 입단했다. 스프링 시즌 압도적인 모습을 계속 보여주었으며 팀을 포스트시즌에 진출시켰다. 하지만 팀은 플레이오프 패자조에서 패배하면서 탈락했다. 스프링 시즌 종료 이후 MVP에 선정되었다. 2022년 5월, FA가 되면서 팀에서 퇴단했다.
2022 서머 시즌을 앞두고 펀플러스 피닉스에 입단했다. 2022시즌 종료 후 팀에서 퇴단했다.
2023시즌을 앞두고 팀 리퀴드에 입단했다.

## 소속팀
| # | 팀명            | 소속 기간               | 소속 리그 | 비고 |
| - | --------------- | ----------------------- | --------- | ---- |
| 1 | 아프리카 프릭스 | 2017.11.20 ~ 2018.12.23 | LCK       |      |
| 2 | 샌드박스 게이밍 | 2018.12.23 ~ 2021.11.14 | LCK       |      |
| 3 | 클라우드 나인   | 2021.11.20 ~ 2022.05.03 | LCS       |      |
| 4 | 펀플러스 피닉스 | 2022.06.18 ~ 2022.11.24 | LPL       |      |
| 5 | 팀 리퀴드       | 2022.12.03 ~            | LCS       |      |

## 수상 내역
- 리그 오브 레전드 챔피언스 코리아 스프링 2018 준우승
- 2019 LoL KeSPA컵 울산 준우승